# Gajdán Miklós (ejtőernyős)
Gajdán Miklós (Ónod 1932. október 27. – 2022. augusztus 5.) magyar hivatásos katona (ny. ezredes), ejtőernyős sportoló, oktató. Volt erdőkertesi lakos.

## Életpályája
1950-ben vonult be a Magyar Néphadseregbe repülőgépvezető hallgatónak. 1952-ben tisztté avatták és a Honvédelmi Minisztérium (HM) Légierő Parancsnokság Kiképzési Osztályára került. 1953-ban ismerkedett meg az ejtőernyőzéssel. Első ejtőernyős ugrásait a budaörsi repülőtéren hajtotta végre, Li–2 típusú repülőgépből. 
1954-ben Kunmadarasra került a MiG–15 Kiképző Ezred Ejtőernyős Szolgálatvezetői beosztásába. 1957-ben Kecskemétre kerül, ahol a Repülő Kiképző Központ Ejtőernyős Szolgálatának lett a vezetője. 1961-ben Veszprémbe került, ahol a 2. Honi Légvédelmi Hadosztály Ejtőernyős Szolgálat Főnöki beosztását töltötte be. 
1970-ig 16 óra alatt 3150 kilométert zuhant szabadon. Több száz fiatalt ismertetett meg az ejtőernyőzés tudományával. 1971-ben a HM. Légvédelmi és Repülő Főcsoportfőnökség, Repülőfőnökség, Ejtőernyős és Deszant Főnöki beosztásába került, ahonnan 1990. december 31-én nyugállományba vonult.
Összes ejtőernyős ugrásának száma: 7 216.

## Sportegyesületei
- Központi Repülőklub
- HM Repülő Klub

## Sporteredmények
- Hrmadikként teljesítette a 2000. ugrást. Sporteredményének elismeréseként Hüse Károly, az első 2000-es együtt ugrott vele Miskolcon egy helikopterből.

### Éjszakai rekord
A Balatonkiliti repülőtéren 1962 tavaszán egy Li–2-es repülőgépből éjszakai rekordkísérleti ejtőernyős ugrást hajtottak végre a légierő legjobb ejtőernyősei. A hét rekorder, H. Nagy Imre, Valkó Gyula, Magyar Miklós, Tóth Jenő, Juhász József, Gajdán Miklós és Gyürki Imre – a hadsereg ejtőernyős csapatának tagjai és a három célugró: Kovács Sándor, Hüse Károly és Molnár Tibor. Az első célugró Molnár Tibor 2000 méteren, a másik kettő 4000 méteren hagyta el a gépet. 5480 méternél a hét rekorder szorosan egymást követve kiugrott a gépből, 80 másodperces zuhanórepülés után nyitották az ernyőket.

## Sportvezetőként
- 1985-ben a magyar katona válogatott edzője
- 1989–1997 között a Magyar Repülőszövetség Ejtőernyős Szakbizottság vezetője
- 1999–2002 között a MEBSZ budapesti tagszervezetét vezette
- több esetben csapatvezetőként szolgált

## Szakmai sikerek
- Aranykoszorús I. o. Ejtőernyős

## Külső hivatkozások
- Gajdán Miklós. vorosmeteor.hu. (Hozzáférés: 2012. május 5.)[halott link]